# コクゾウムシ
コクゾウムシ（穀象虫、学名 Sitophilus zeamais）は、コウチュウ目（鞘翅目）・オサゾウムシ科のゾウムシの一種。世界各地に生息するイネ科穀物の有名な害虫で、和名もそれを表したものである。また、日本では縄文時代後期の土器圧痕からの検出例があるなど穀物栽培の開始と同時に見られるとして、稲作とともに渡来したとするのが定説であったが、これを覆すとされる発見がなされている。主食である稲（米）を食い荒らす事から「米食い虫」の異名が付けられている。「穀象（こくぞう）」は夏の季語。
2018年（平成30年）11月13日付で、北海道福島町の館崎遺跡から出土した縄文時代後期の土器に、コクゾウムシが推定約500匹練り込まれていたと熊本大学の小畑弘己教授（植物考古学）がジャーナル・オブ・アーキオロジカル・サイエンス電子版に発表した。今回は数が多いため、小畑教授は縄文人が食物にしていたクリの豊作祈願などのために意図的に混ぜたとみている。
体長は2.1–3.5mmとゾウムシ上科の中では小さい部類に入る。体は赤褐色や暗褐色で、やや細長い。背面には細かく密な点刻がある。発達した強固な後翅をもち、飛行能力も優れている。体も小さく、穀物の貯蔵庫などに容易に侵入する。
口吻で穀物に穴をあけて産卵し、孵化した幼虫は穀物を食い荒らす。気温が18°C以下であると活動が休止、23°C以上になると活発に活動する。1匹のメスが一生に産む卵は200個以上とされる。
米びつに紛れ込んだ場合、成虫は黒色なので気がつきやすいが、幼虫は白色なので気づきにくい。ただしどちらも水に浮くので慎重に米研ぎをすれば気づくことがある。もし万が一気づかずに炊いてしまったり、食べてしまっても害はない。
赤褐色のコクゾウムシは、農家の間では越冬コクゾウムシ（冬を越している）、暗褐色はその年に孵化したものと言われている。（確証は低いが大体の農家はそのように判別していることが多い）
コクゾウムシは、秋季に倉庫から野外の湿った場所に移動し、集団で越冬するとされており、茨城県内の玄米貯蔵施設の屋外調査で、少数で発見場所はコンクリート片の下が最も多かったとの報告がある。
トウモロコシ、コムギ、パスタ、干し芋、ドングリでも発育でき、最近では果物のモモとリンゴでも発育することが実証された。

## 駆除方法
玄米を精米する施設では、玄米に混入している割れた米、変色した米、虫くいのある米、虫自体を、精米する際に、色彩選別機などにより排除しているが、卵や小さな幼虫は排除できないので完全に排除は出来ない。無人精米所でも汚染が広がる可能性があり、注意が必要である。
1929年（昭和4年）に中林馮次が、大阪府が1926年（大正15年）3月に、倉庫周辺で捕獲されたコクゾウムシ成虫（生きたものだけ）を買い上げて広域的な防除を行った事例を報告している。大正15年3月15日から29日までの15日間に16町村の役場で277人から買い上げを行い、総量は約5.75 kg、匹数にして約250万匹を買い上げた。買い上げは1928年（昭和3年）の3月まで継続された。
国立研究開発法人農研機構食品安全研究領域食品害虫ユニットで開発された高圧炭酸ガス殺虫法（温度 25 ℃、圧力 30 kg/cm2、処理時間 30分）で駆除することが可能である。
お米の米びつ用虫除け剤も市販されている。また、光に反応するため、米に虫が湧いた場合には、ムシロに米を広げてコクゾウムシを排除する方法をとっている。

## 近縁種
同属種として、次のようなものが知られている。
ココクゾウムシ (Rice weevil) Sitophilus oryzae (Linnaeus, 1763)
やや小型 (2.0–2.8mm) で、日本を含めた世界各地に分布。
グラナリアコクゾウムシ (Wheat weevil)  Sitophilus granarius (Linnaeus, 1758)
やや大型 (3.0–4.0mm) で、日本未発生。
Sitophilus linearis (Herbst, 1797)
日本未発生。
Sitophilus rugicollis (Casey, 1892)
日本未発生。

## 食品への混入
1979年、国民生活センターは、大手企業などが製造する味噌から昆虫片など異物を検出したと発表。この昆虫片は原料につきやすいコクゾウムシ由来と考えられた。この昆虫片をもって直ちに衛生上の問題が生じるものではないとしたが、他の混入物も含め衛生管理には十分な配慮が必要との警告を出している。

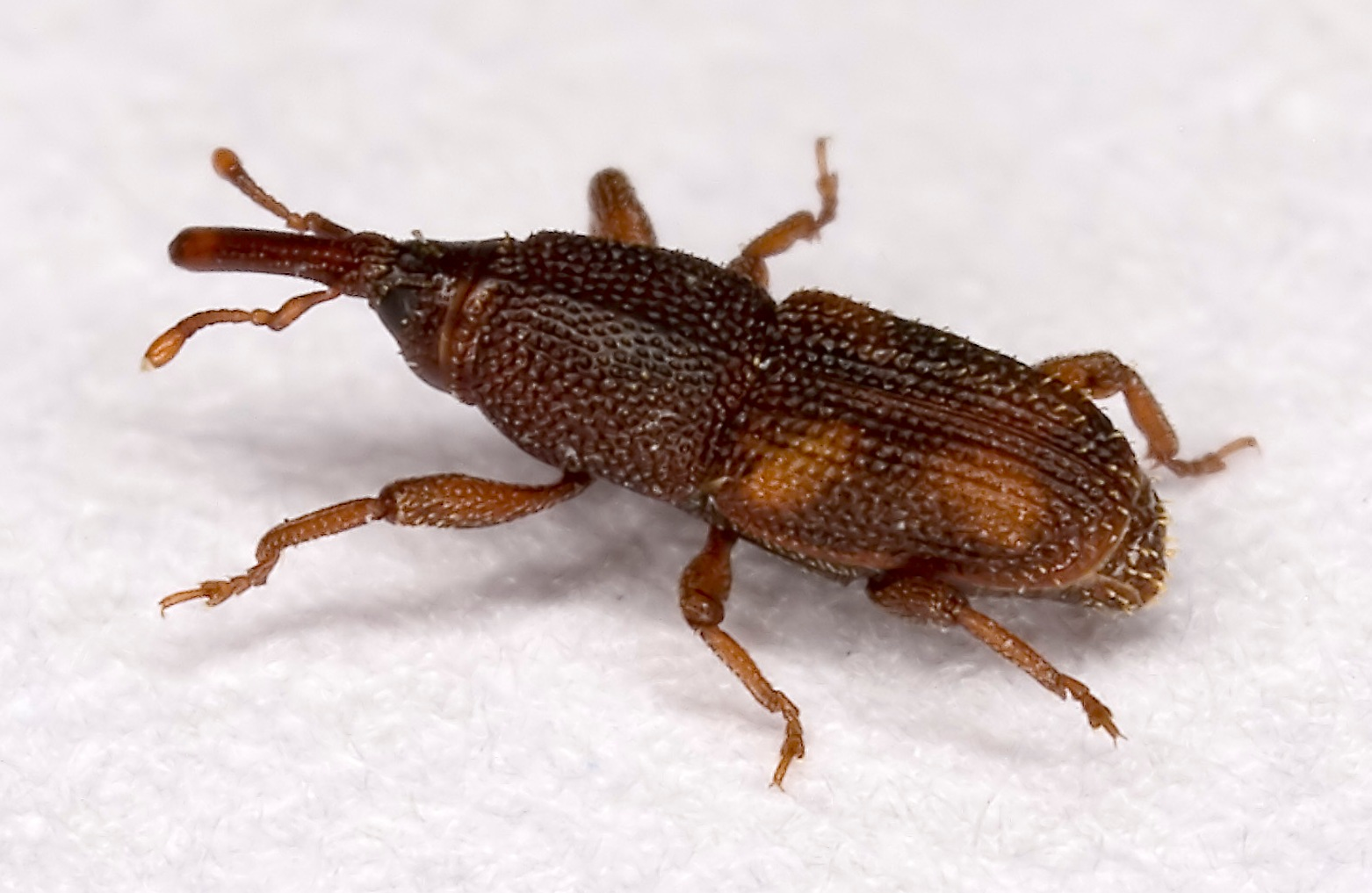
コクゾウムシ
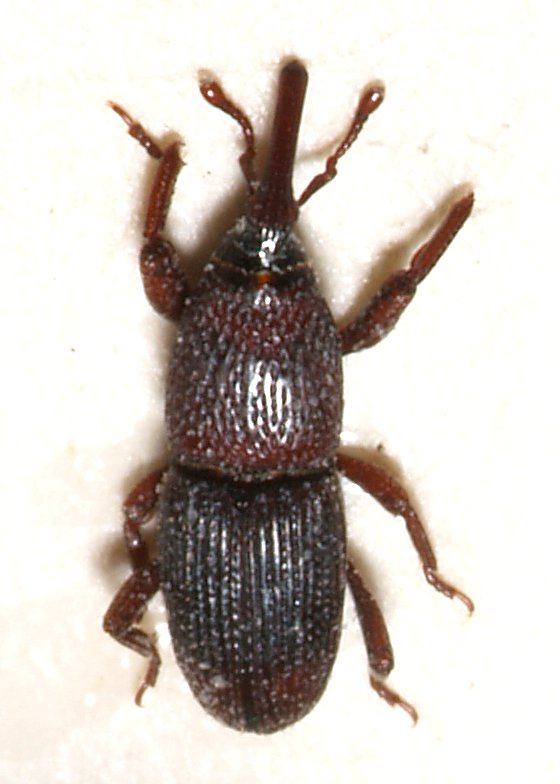
グラナリアコクゾウムシ